# An Elephant Makes Love to a Pig
"An Elephant Makes Love to a Pig" er det femte afsnit af første sæson af den animerede tv-serie South Park. Det blev oprindeligt sendt på Comedy Central i USA den 10. september 1997. I afsnittet prøver drengene at få Kyles kæleelefant Biff til at parre sig med Eric Cartmans kælegris som et led i et klasseprojekt vedrørende genetisk manipulation. I mellemtiden prøver Stan at klare sin søster Shelly, der konstant tæver ham.
Afsnittet er skrevet af seriens skabere Trey Parker og Matt Stone, sammen med forfatteren Dan Sterling. Afsnittet var både en parodi på genetisk manipulation og et statement mod dets potentielle ondskab. Scenerne hvor Stan bliver tævet af sin søster, er inspireret af Parkers egen barndomsoplevelser med hans egen søster, der også hedder Shelly.
"An Elephant Makes Love to a Pig" blev generelt mødt med positive anmeldelser og er blevet beskrevet som et af de mest populære tidlige afsnit af South Park. Flere kommentatorer roser dets satiriske elementer vedrørende genetiske manipulation. Afsnittet gav debut til Shelly Marsh, Stans moder Sharon Marsh og den skøre videnskabsmand Dr. Mephisto, der var inspireret af titelfiguren fra filmen The Island of Dr. Moreau fra 1996.

## Kulturelle referencer
"An Elephant Makes Love to a Pig" blev af journalisten på The Baltimore Sun, Tamara Ikenberg, set som værende på en parodi på genetisk manipulation og som et statement mod dets potentielle ondskab, specielt gennem dets portrættering af den gigantiske mutant-Stan der går amok i South Park. Episoden markerede den første optræden af figurene Shelley Marsh og Sharon Marsh, og desuden Dr. Mephisto. Dr. Mephisto er baseret på Marlon Brandos figur Dr. Moreau fra The Island of Dr. Moreau fra 1996, der er baseret på H.G. Wells roman af samme navn fra 1896.
 Mephisto er navngivet efter Mephistopheles, dæmonen i Faust-legenden. Kevin, den lille abe-lignende fyr der følger Dr. Mephisto, er baseret på et lille kreatur der ligner og klæder sig som en miniature-udgave af Brandos figur i førnævnte film fra 1996. Figuren far den film inspirerede også Mini-Me, miniature-udgave af Dr. Evil fra Austin Powers-filmene; siden "An Elephant Makes Love to a Pig" kom ud før Austin Powers: The Spy Who Shagged Me, joker Parker og Stone med at de mener at Powers-skaberen Mike Myers stjal ideen til Mini-me fra dem.
Elton John, den engelske sanger og sangskriver, optræder som gæste-vokalist til Chefs sang, i en af de tidligste kendte spoof-optrædener i South Park; Trey Parker, der lægger stemme til Elton John, sagde at mange folk troede at det faktisk var John selv der sang, fordi hans parodi var så præcis. I en anden musikalsk reference i afsnittet, påstod flere at figurerne at den virkelige canadiske rock-gruppe Loverboy skrev en sang om det faktum at DNA fra en elefant og gris ikke vil forenes. "An Elephant Makes Love to a Pig" inkludere flere pop-kulturelle referencer til film og tv-serie. Den sidste sætning i afsnittet, "That'll do pig", sagt af Cartman, er en reference til den sidste sætning i filmen Babe den kække gris fra 1995, som Stone har beskrevet som værende en af hans yndlingsfilm. Da drengene forsøger at fortælle Officer Barbrady om klonen, påstår han at drengene har set for mange afsnit af X-Files. Da Dr. Mephisto finder Stan og drengene, siger han "Thank Buddha", en reference til Gautama Buddha, den spirituelle læremester der grundlagde religionen buddhisme.